# A16高速公路
A16高速公路是法国的一条高速公路，全长312千米，于1991年建成通车。A16始于巴黎，与A184高速公路相连，终于吉费尔德。A16也是欧洲E401、E402、E40公路的一部分。